# Kumbathi, Sorab
Kumbathi là một làng thuộc tehsil Sorab, huyện Shimoga, bang Karnataka, Ấn Độ.